# Valore economico aggiunto
Si definisce valore economico aggiunto (in inglese: economic value added, abbreviato EVA) una metodologia per il calcolo del rendimento di un investimento. Lo scopo del modello è quello di compensare alcune lacune derivanti da determinati indicatori contabili, ad esempio il risultato economico d'esercizio, il Return on investment (ROI) o il Return on equity (ROE). Essi, infatti sono calcolati su dati storici senza una vera prospettiva reddituale futura, fortemente influenzati da regole giuridiche e fiscali ed infine derivanti da aspettative contrastanti relative ai destinatari dell'informazione (azionisti, creditori ecc..)
Alla fine degli anni ottanta, la società di consulenza Stern & Stewart sviluppò il modello E.V.A.: essa intendeva colmare le suddette lacune considerando infatti non soltanto la remunerazione del capitale di debito ma anche di quello di rischio, mostrando l'effettiva capacità dell'azienda di produrre ricchezza, fornendo alla gestione dati significativi per la programmazione a medio lungo termine.

## Calcolo E.V.A.
L'indice deriva dalla differenza tra il reddito operativo e il costo del capitale impiegato per ottenerlo
E.V.A. = NOPAT - WACC*CI
In cui:
- NOPAT (Net Operating Profit After Taxes) = Reddito dopo le imposte;
- WACC (Weighted Average Cost of Capital) = Costo medio ponderato del capitale raccolto;
- CI = Capitale Investito (composto da Capitale fisso e da Capitale circolante netto)

Per meglio apprezzare la valenza di tale indicatore possiamo riscrivere la formula in questo modo:
EVA = [(NOPAT/CI) - WACC]*CI
Dove NOPAT/CI è un valore approssimabile al ROI.
EVA* (versione finanziaria) = CF - WACC * CI
In cui:
- CF (Cash Flow) = cash flow operativo dopo le imposte e prima degli interessi

EVA utilizzato da Coca Cola e Kodak
EP = MON* - WACC*CI
In cui:
- EP = Economic Profit
- MON* = MON al netto delle imposte

(dove MON è acronimo di Margine operativo netto)
EVA= EP(t) - EP(t-1)

## Chiavi di lettura E.V.A.
Se EVA > 0 l'impresa sta creando ricchezza dopo aver remunerato i fornitori di capitale (creditori e soci), viceversa (EVA<0) essa sta distruggendo ricchezza. Un'impresa con EVA > 0 ha la possibilità di attrarre risorse addizionali al fine di incrementare la ricchezza creata (l'EVA rimane positivo fin quando il tasso di crescita del NOPAT è almeno pari a quello di crescita del CI).
Risulta importante abbinare all'analisi dell'EVA quella del MVA (Market Value Added), che rappresenta il valore attuale degli EVA prospettici. Dal momento che EVA è collegato al MVA è opportuno implementare la logica proposta dalla misura di performance EVA ai livelli organizzativi più bassi. A tal proposito, Mocciaro Li Destri, Picone & Minà (2012). presentano e discutono una metodologia integrata EVA-PBC (process-based costing) allo scopo di collegare la strategia d'impresa alle misure finanziarie di performance.
Rispetto al Net present value, l'EVA permette a consuntivo di valutare un investimento nel singolo periodo, anno per anno, e di escludere attività/progetti/commesse che non danno valore aggiunto. L'NPV, in un orizzonte di 5 anni, ha tipicamente un andamento negativo i primi anni a causa degli investimenti dove è concentrata la maggiore quota di capitale investito. Ricalcolando l'NPV nei periodi intermedi, non evidenzia se il Cash Flow negativo nel periodo è dovuto esclusivamente all'impiego di capitale iniziale, o al fatto che l'investimento è in perdita e non sta creando valore.
A vita intera si ipotizza che logica economica e logica finanziaria coincidano, ovvero che tutti i flussi di denaro in entrata e in uscita siano corrisposti da altrettanti ricavi e costi (e viceversa). Ciò equivale a ipotizzare che alla fine dell'investimento il capitale circolante sia zero (reimpiego delle scorte residue, azzeramento di crediti e debiti verso fornitori), sia terminato l'ammortamento degli investimenti in capitale fisso, tutto il fatturato sia corrisposto da un effettivo pagamento da parte dei clienti. Fra entrate/uscite e ricavi/costi dovrebbe esserci solamente uno sfasamento temporale, che si conclude con la vita del progetto, per cui a vita intera:
EVA = NPV